# Eng (Gemeinde Vomp)

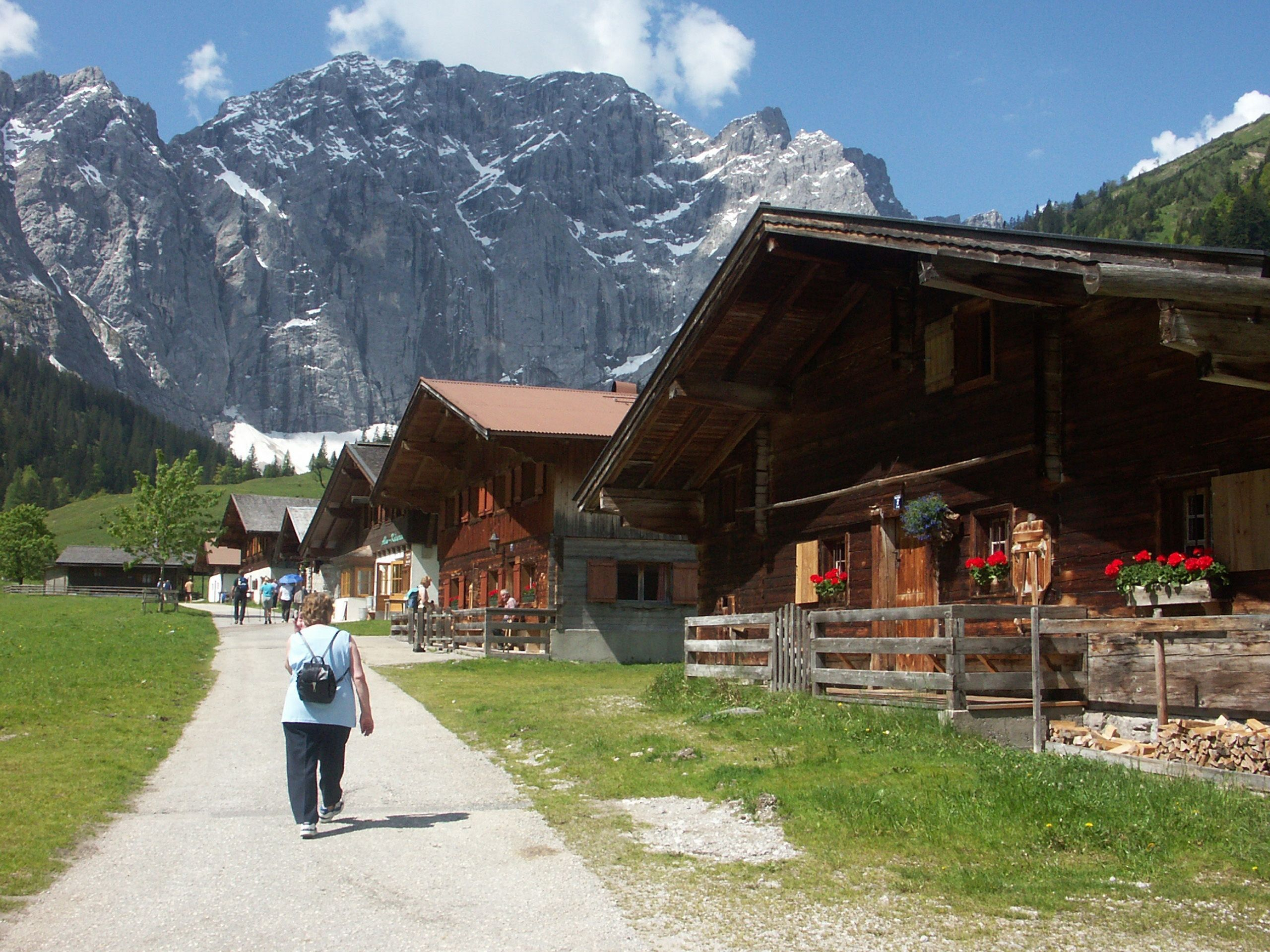
Im Almdorf Eng

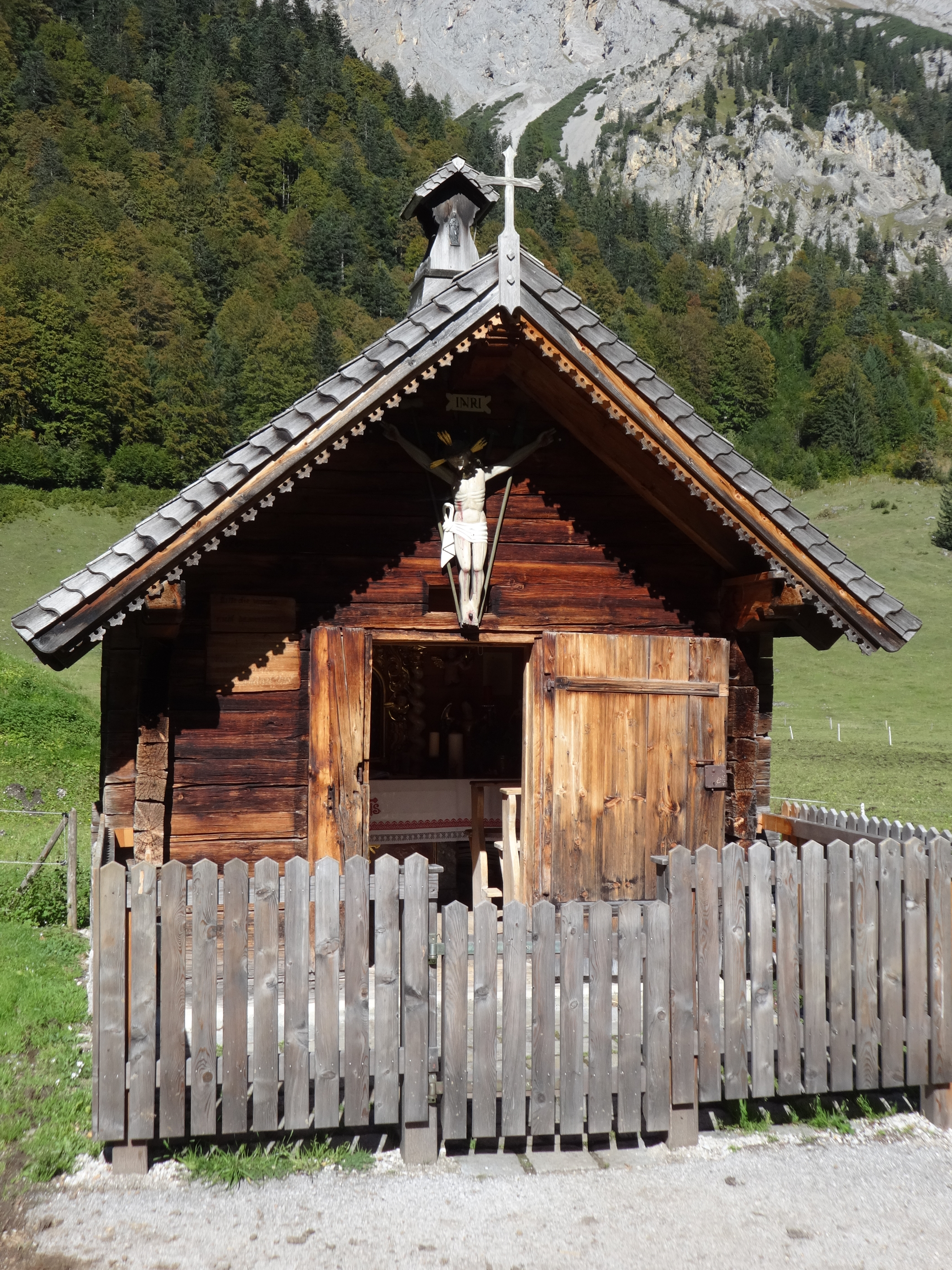
Walburga-Kapelle (erbaut 1759)

Eng (amtlich Alpe Eng) ist ein Almdorf und Tourismusort in der Marktgemeinde Vomp im Karwendel im österreichischen Bundesland Tirol.

## Geografie
Das Dorf liegt im Tiroler Alpenpark Karwendel ca. 12 km südöstlich der zur Marktgemeinde Vomp gehörenden Ortschaft Hinterriß, am Ende des Rißtals im Großen Ahornboden. Die Eng liegt auf 1227 m ü. A. und hat eine Fläche von insgesamt 510 Hektar. Die Alm kann, da von drei Seiten von Bergen umschlossen, nur von Norden aus Bayern über eine mautpflichtige Straße (Hinterriß ↔ Eng) angefahren werden. Im Winter ist die Zufahrt gesperrt, das Dorf ist unbewohnt und sollte wegen der Lawinengefahr auch nicht von Wanderern und Skitourengehern betreten werden.

## Geschichte
Ein bei Hinterriß gefundenes Bronzeschwert lässt darauf schließen, dass schon während der Bronzezeit Menschen dieses abgelegene Tal durchstreiften.  Erwähnungen in verschiedenen alten Schriftstücken lassen vermuten, dass bereits vor 1000 Jahren auf der Alm Menschen siedelten. Die erste schriftliche Aufzeichnung stammt aus dem Jahr 1523. Seitdem wird die Eng nahezu durchgehend bewirtschaftet. Lediglich während des Dreißigjährigen Krieges war die Alm einige Jahre ungenutzt. Aus dieser Zeit stammen die meisten der heute im Tal vorzufindenden alten Ahornbäume. Die Bäume hatten nur während jener Jahre ohne Almbetrieb die Gelegenheit, hochzuwachsen, ohne gleich wieder abgeweidet zu werden. Als nach dem Krieg das Vieh erneut in dieses Almtal getrieben wurde, waren die Bäume bereits zu groß, um abgefressen zu werden und blieben so, als Bestand von etwa gleichaltrigen Bäumen, bis heute erhalten.
Aus der Zeit um 1700 stammt die kleine hölzerne Almkapelle, in der heute noch Gottesdienste und manchmal sogar Hochzeiten stattfinden.
Mitte des 19. Jahrhunderts gründeten die Eigentümer der Alm, Bauern aus der Umgebung von Schwaz, eine Agrargemeinschaft, die heute aus zehn Bauern besteht.
Seit 1941 wird die Engalm durch Fassung einer Quelle und Bau einer Wasserleitung mit Trinkwasser versorgt.

## Tourismus
Die ursprünglich für den Almbetrieb angelegte Mautstraße wird von vielen motorisierten Tagesurlaubern aus dem Großraum München und dem Münchner Oberland genutzt, um in den Naturpark Karwendel hineinzufahren. Die Eng hat sich dadurch zu einem Tourismuszentrum mit Großgaststätte und Großparkplatz, 500 Meter vor dem Almdorf, entwickelt.
Die 1883 errichtete Käserei wurde 1995 und neuerlich 2006 umgebaut. Im Jahr 2006 wurde sie mit einem Käsefertiger ausgestattet, und es wurden große Fenster eingebaut, damit man den Käsern bei der Arbeit zusehen kann.
Über die Eng führen die folgenden Fernwanderwege: die Via Alpina, der Adlerweg, der Europäische Fernwanderweg E4 und der Nordalpenweg 01.